# Jan Luggenhölscher
Jan Luggenhölscher (ur. 1980) – niemiecki łyżwiarz figurowy. Wraz z Jill Vernekohl został mistrzem Niemiec juniorów w parach tenecznych 1998, rywalizował również w GP Juniorów.
Zagrał m.in. w popularnych niemieckich operach mydlanych Gute Zeiten, schlechte Zeiten i Fear.
W październiku 2006 wystąpił w programie Dancing on Ice w telewizji RTL. Występował również w tureckiej wersji programu (Show TV), jego partnerką była tancerka Asena.
Wystąpił w III edycji programu Gwiazdy tańczą na lodzie. Jego partnerką była Karolina Malinowska. Zajęli 12. miejsce.